# Alexis Busin
Alexis Busin (Saint-Martin-Boulogne, 7 settembre 1995) è un calciatore francese, centrocampista del Boulogne.

## Statistiche

### Presenze e reti nei club
Statistiche aggiornate al 7 gennaio 2018.
| Stagione        | Squadra         | Campionato      | Campionato | Campionato | Coppe nazionali | Coppe nazionali | Coppe nazionali | Coppe continentali | Coppe continentali | Coppe continentali | Altre coppe | Altre coppe | Altre coppe | Totale | Totale | Totale |
| Stagione        | Squadra         | Comp            | Pres       | Reti       | Comp            | Pres            | Reti            | Comp               | Pres               | Reti               | Comp        | Pres        | Reti        | Pres   | Reti   |        |
| --------------- | --------------- | --------------- | ---------- | ---------- | --------------- | --------------- | --------------- | ------------------ | ------------------ | ------------------ | ----------- | ----------- | ----------- | ------ | ------ | ------ |
| 2013-2014       | Nancy           | L2              | 3          | 1          | CF+CdL          | -               | -               | -                  | -                  | -                  | -           | -           | -           | 3      | 1      |        |
| 2014-2015       | Nancy           | L2              | 6          | 0          | CF+CdL          | 1+2             | 0               | -                  | -                  | -                  | -           | -           | -           | 9      | 0      |        |
| 2015-2016       | Nancy           | L2              | 21         | 3          | CF+CdL          | 1+0             | 0               | -                  | -                  | -                  | -           | -           | -           | 22     | 3      |        |
| 2016-gen. 2017  | Clermont Foot   | L2              | 6          | 0          | CF+CdL          | 0+2             | 0               | -                  | -                  | -                  | -           | -           | -           | 8      | 0      |        |
| gen.-giu. 2017  | Nancy           | L1              | 6          | 1          | CF+CdL          | 0+0             | 0               | -                  | -                  | -                  | -           | -           | -           | 6      | 1      |        |
| 2017-2018       | Nancy           | L2              | 12         | 1          | CF+CdL          | 2+2             | 1+0             | -                  | -                  | -                  | -           | -           | -           | 16     | 2      |        |
| Totale Nancy    | Totale Nancy    | Totale Nancy    | 48         | 6          |                 | 8               | 1               |                    | -                  | -                  |             | -           | -           | 56     | 7      |        |
| Totale carriera | Totale carriera | Totale carriera | 54         | 6          |                 | 10              | 1               |                    | -                  | -                  |             | -           | -           | 64     | 7      |        |

## Palmarès

### Club

#### Competizioni nazionali
- Ligue 2: 1

Nancy: 2015-2016
- Championnat National 2: 1

Boulougne: 2023-2024